# Arken (film, 1957)
Arken är en svensk TV-film som hade premiär 1 november 1957. Den regisserades av Bengt Lagerkvist med manus av Werner Aspenström.

## Rollista
- Einar Axelsson
- Margit Carlqvist – flickan
- Åke Jörnfalk
- Gunnar Olsson – Noak
- Hans Strååt
- Alf Östlund – Kyrkoherden